# Кищук Олег Євгенович
Кищук Олег Євгенович (нар. 18 жовтня 1976, Київ) — український громадський та політичний діяч. 2014–2015 — Голова Броварської районної державної адміністрації Київської області.
З 2015 року —  депутат Київської обласної ради VII скликання. З 2010 по 2015 рік — депутат Броварської районної ради Київської області VI скликання.  
З 2018 року почесний президент Дитячо-юнацького футбольного клубу «Каскад» (м. Бровари).

## Освіта
По закінченню школи вступив до Державної академії легкої промисловості України (з 1999 року назву змінено на «Київський національний університет технологій та дизайну»), яку закінчив у 1999 році, здобувши кваліфікацію «Інженер з комп'ютерних систем».
У 2002 році закінчив магістратуру з права у Київському національному університеті імені Тараса Шевченка.

## Кар'єра
З 1993 по 1994 працював оператором обчислювального центру в Державній академії легкої промисловості України.
В 1994 році обіймав посаду оператора електронно-обчислювальних машин в ТОВ «Поліграф».
З 1995 по 1998 рік працював інженером-програмістом відділу інформаційних систем в АТ «НАДРА».
З 2001 по 2007 рік перебував на посаді менеджера з інформаційних технологій в представництві компанії «ШЕРІНГ АГ» (Німеччина)  в Україні.
2007 рік  — старший експерт з інформаційних технологій в ТОВ «БАЄР».

## Політична діяльність
2010—2015 рік  — депутат Броварської районної ради Київської області VI скликання.
У 2011 році очолив депутатську групу «Антикорупційний контроль громади» у Броварській районній раді VI скликання.
У 2012 році Олег Євгенович Кищук балотувався до Верховної Ради України  по 97 одномандатному виборчому округу.
2014 рік  — помічник-консультант народного депутата України Бондарєва Костянтина Анатолійовича.
23 травня 2014 року призначений на посаду голови Броварської районної державної адміністрації Київської області.
В жовтні 2015 року Олег Євгенович Кищук обраний депутатом Київської обласної ради VII скликання.
22 червня 2019 року ЦВК зареєструвала Кищука Олега Євгеновича кандидатом у народні депутати України в одномандатному виборчому окрузі № 97 у порядку самовисування на позачергових виборах народних депутатів України 21 липня 2019 року.

## Громадська діяльність
2014 рік  — підтримував ідеї Євромайдану та брав активну участь у Революції Гідності.
30 січня 2014 року створив Народну раду Броварів та Броварського району.
17 липня 2014 року розпорядженням голови Броварської РДА № 493 створив районний штаб з питань координації надання допомоги військовослужбовцям, які беруть участь в антитерористичній операції, їх сім'ям та іншим громадянам України, які перебувають в районі проведення  антитерористичної операції.
2016 рік — співзасновник громадської організації «Антикорупційний рух „Стоп-корупція“», діяльність якої спрямована на викриття корупційних схем в органах влади та попередження хабарництва.
2018 рік  — співзасновник громадської організації «ДОБРО породжує ДОБРО», діяльність якої спрямована на реалізацію соціальних проєктів, розвиток спортивних та освітніх програм, підтримку соціально незахищених верств населення.
2019 рік  — співзасновник громадської організації «Стоп-фальсифікація», діяльність якої спрямована на попередження та недопущення різного виду фальсифікацій під час виборчого процесу.
12 березня 2019 року на зустрічі з депутатами Європейського парламенту у Страсбурзі Олег Євгенович Кищук повідомив про масштабний підкуп виборців в Україні та запропонував представникам Європарламенту направити до України незалежних спостерігачів для забезпечення демократичних виборів та підвищення рівня довіри до виборчого процесу.,

## Нагороди
Нагороджений «Знаком Пошани» Броварської районної ради I, II та III ступенів.